# Neozephyrus
Neozephyrus is een geslacht van vlinders van de familie Lycaenidae, uit de onderfamilie Theclinae.

## Soorten
- N. coruscans (Leech, 1893)
- N. helenae Howarth, 1957
- N. japonicus (Murray, 1875)
- N. taiwanus (Wileman, 1911)